# Kanton Chantelle
Kanton Chantelle (fr. Canton de Chantelle) je francouzský kanton v departementu Allier v regionu Auvergne. Tvoří ho 15 obcí.

## Obce kantonu
- Barberier
- Chantelle
- Chareil-Cintrat
- Charroux
- Chezelle
- Deneuille-lès-Chantelle
- Étroussat
- Fleuriel
- Fourilles
- Monestier
- Saint-Germain-de-Salles
- Target
- Taxat-Senat
- Ussel-d'Allier
- Voussac